# YBOCS
La escala de Yale Brown  o YBOCS es una escala de medición  para trastornos obsesivo-compulsivos que determina obsesiones y compulsiones. Esta escala califica los tipos de síntomas obsesivos y la gravedad de los mismos. La YBOCS se utiliza tanto en la evaluación inicial del TOC como en el seguimiento del progreso y la respuesta al tratamiento. Permite a los profesionales de la salud mental obtener una medida objetiva de la gravedad de los síntomas del TOC y monitorear los cambios a lo largo del tiempo. Además, es una herramienta de utilidad en la investigación para evaluar la eficacia de diferentes tratamientos para el TOC.

## Escala
La escala de Yale Brown  es una escala de gravedad de los trastornos obsesivo-compulsivos que mide obsesiones y compulsiones, califica los tipos de síntomas y la gravedad de los mismos y también se utiliza para monitorear la mejora de los síntomas obsesivos durante el tratamiento.
La Escala de Yale-Brown para el Trastorno Obsesivo-Compulsivo (Yale-Brown Obsessive Compulsive Scale, YBOCS) es una herramienta de evaluación ampliamente utilizada para medir la gravedad y el cambio en los síntomas del trastorno obsesivo-compulsivo (TOC) que consta de dos partes:
1. Sección de obsesiones: Evalúa la severidad de las obsesiones, incluyendo la frecuencia, interferencia, angustia y resistencia a ellas.
2. Sección de compulsiones: Evalúa la severidad de las compulsiones, incluyendo la cantidad de tiempo empleado, interferencia, angustia y resistencia a suspenderlas.

Cada una de estas secciones se puntúa en una escala de 0 a 4, donde 0 indica la ausencia de síntomas y 4 indica la máxima severidad. La puntuación total de la YBOCS se obtiene sumando las puntuaciones de ambas secciones y puede variar de 0 a 40. La escala está compuesto por 10 ítems, 5 relacionados con obsesiones y los otros 5, con compulsiones, teniendo una opción de respuesta de 0 a 4 (desde no presentar un síntoma hasta presentar síntomas extremos). La clasificación de diagnóstico se basa en los puntos de corte donde 0 a 7 representa “sin manifestaciones clínicas”, 8 a 15, “leve”, 16 a 23, “moderado”, 24 a 31 como “severo” y 32 a 40 como “extremo”. Este cuestionario presenta un alfa de Cronbach de 0,78 para personas con TOC y de 0,89 para personas sin manifestaciones clínicas.
La YBOCS es utilizada tanto en la evaluación inicial del TOC como en la evaluación del progreso y la respuesta al tratamiento. Permite al psicólogo o psiquiatra  obtener una medida objetiva de la gravedad de los síntomas del TOC y monitorear los cambios a lo largo del tiempo. También se utiliza en estudios de investigación para evaluar la eficacia de diferentes tratamientos para el TOC.
La versión heteroaplicada consta de 19 ítems.
La  escala  tiene además  una  entrevista semiestructurada que debe realizar el psicólogo o psiquiatra. Consta de  10 ítems, 5 sobre obsesiones  y 5 sobre compulsiones, que se puntúan de 0 a 4, con un rango de 0 a 40.  Cada ítem va acompañado de unas instrucciones que permitan al entrevistador valorar de forma correcta la gravedad de los síntomas.
Existe  una versión  autoadministrada  que  presenta  similares  valores  sicométricos  que  la heteroaplicada.  Se trata de un cuestionario autoaplicado que consta de diez preguntas.